# Jules-Albert De Dion
Jules-Felix Philippe Albert De Dion Wandonne de Malfiance, più conosciuto come Jules-Albert De Dion (Carquefou, 9 marzo 1856 – Parigi, 19 agosto 1946), è stato un inventore, imprenditore e politico francese, pioniere dell'automobilismo.

## Biografia

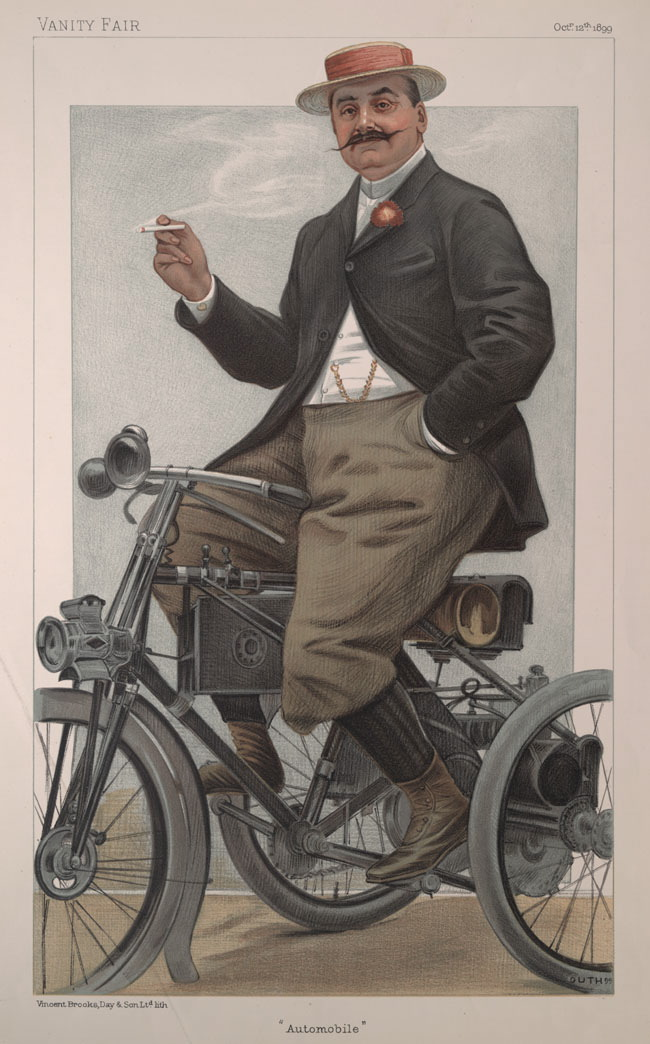
Automobile, caricatura di Jean Baptiste Guth su Vanity Fair del 1899.

Nato da una famiglia della ricca nobiltà francese, di antica origine belga, il conte De Dion visse una gioventù agiata e spensierata. Di corporatura massiccia, alta statura e carattere da "bastian contrario", diviene ben presto frequentatore delle tre grandi passioni che lo accompagneranno per tutta la vita: le donne, i motori e la politica.
Nel ventennio a cavallo tra il XIX ed il XX secolo, è spesso citato dalle cronache mondane per la sua fama di seduttore e di acceso polemista che l'obbligarono a sostenere numerosi duelli con sfidanti offesi dalle sue parole o, più sovente, dalle sue azioni.
Appassionato dalle prime applicazioni e realizzazioni automobilistiche ne studia a fondo la tecnica e deposita numerosi brevetti, tra i quali il geniale schema d'assale rigido, progettato insieme a Charles Trépardoux e divenuto famoso come Ponte De Dion, che ancora oggi viene utilizzato sulle automobili di prestigio.
Nel 1881, in società con Georges Bouton e Charles-Armand Trépardoux, fonda la casa automobilistica De Dion-Bouton che diverrà, in e per breve tempo, il maggior produttore automobilistico mondiale, per poi essere riconvertita, dopo la prima guerra mondiale, nella principale fabbrica francese di automotrici ferroviarie.
Tra le altre importanti realizzazioni di De Dion, è necessario ricordare la fondazione, nel 1895, dell'Automobile Club di Francia e, nel 1898, del primo Salone dell'automobile della storia che viene inaugurato alle "Tuileries", riscuotendo un enorme successo di pubblico (140.000 visitatori paganti) per ammirare i 232 modelli d'automobile esposti.
Antidreyfusardo, nel 1900 fondò il quotidiano sportivo L'Auto-Vélo, la prima testata di argomento automobilistico che diverrà il principale giornale sportivo francese che nel 1903 organizzerà il Tour de France.
Nel 1901, alla morte del padre, eredita il titolo di marchese e la gestione delle attività familiari che lo inducono ad impegnarsi maggiormente nella politica.
Eletto deputato per il dipartimento della Loira inferiore (ora Loira Atlantica) nel 1902, ricoprirà ininterrottamente la medesima carica fino al 1924, anno in cui, nello stesso collegio elettorale, viene eletto senatore, occupando il seggio fino al 1940.
Schierato all'estrema destra conservatrice e cattolica, De Dion è un fervido difensore dei privilegi aristocratici ed ecclesiastici, tanto da essere arrestato durante gli scontri avvenuti in occasione della legge di separazione tra lo stato e la chiesa avvenuti in Francia nel 1905.
Il 10 luglio 1940 (ormai ultraottantenne, ma ancora battagliero), contrariamente ai suoi colleghi aristocratici e cattolici, si astiene dal voto con il quale l'Assemblea nazionale affida al maresciallo Pétain i pieni poteri, dopo l'occupazione nazista.

## Galleria d'immagini

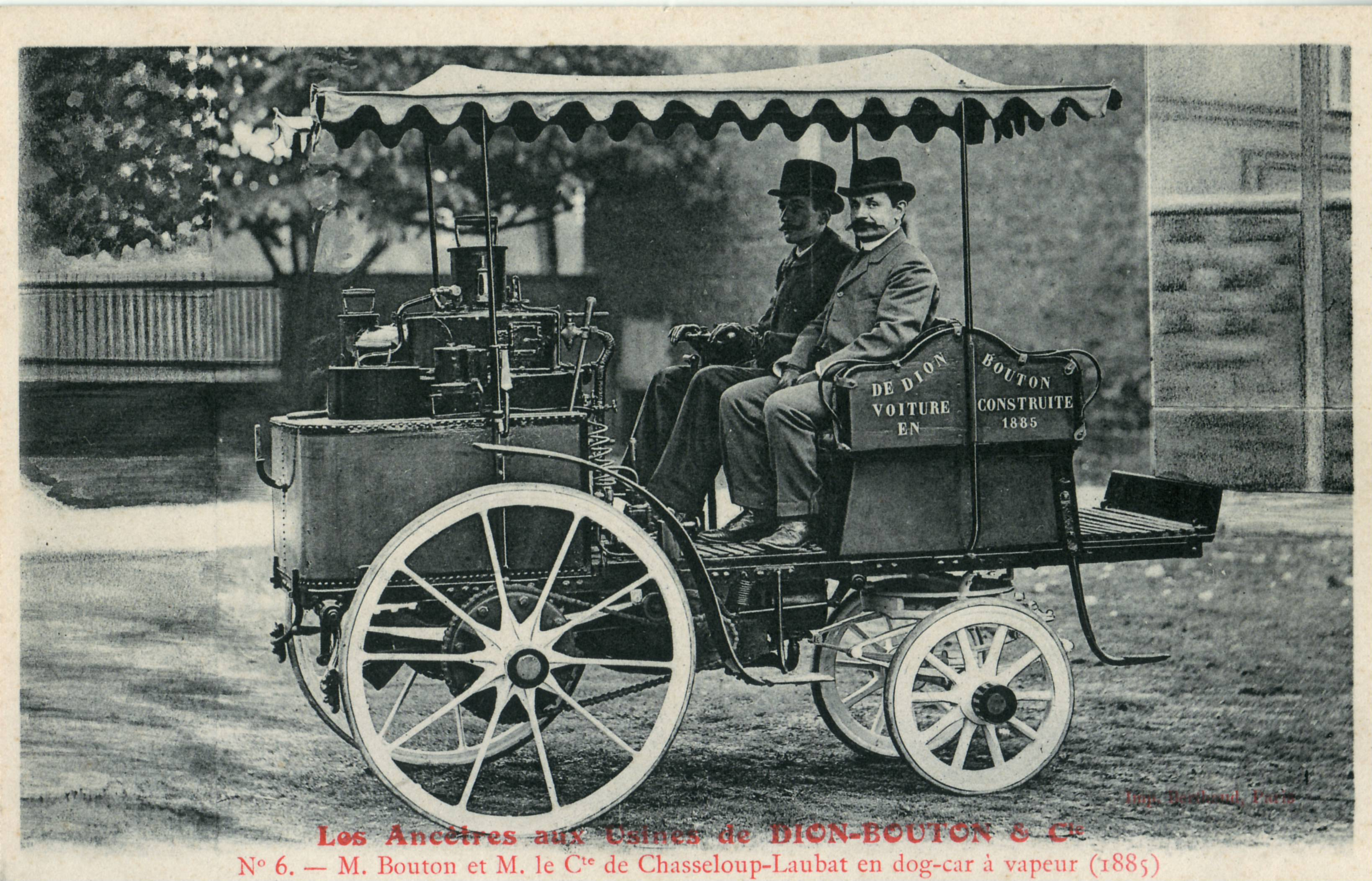
Georges Bouton (sx) e Gaston de Chasseloup-Laubat su una Trépardoux & Cie a vapore (1885)
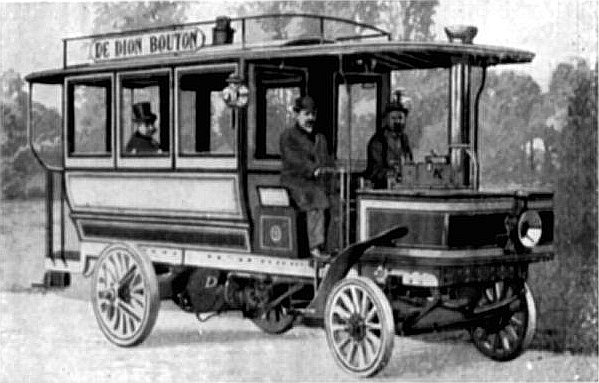
Autobus a vapore (prima del 1911)
Vettura M11 (1901)
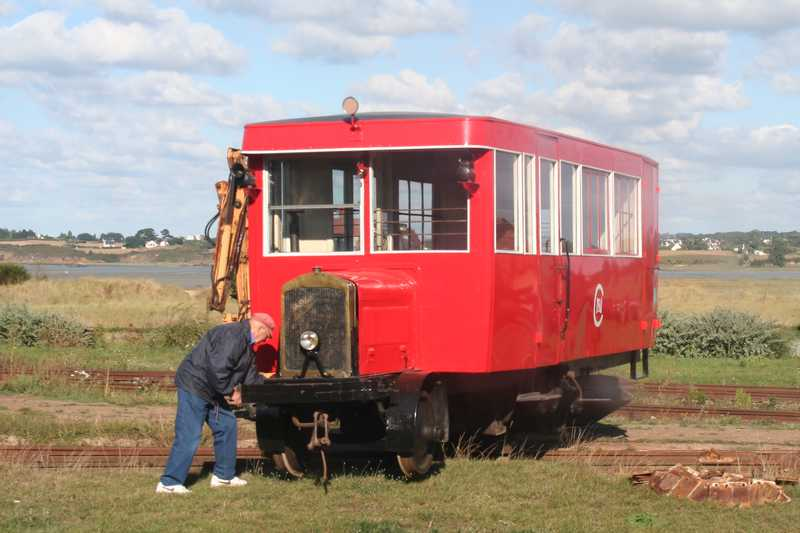
Autorail JM4, della AMTUIR
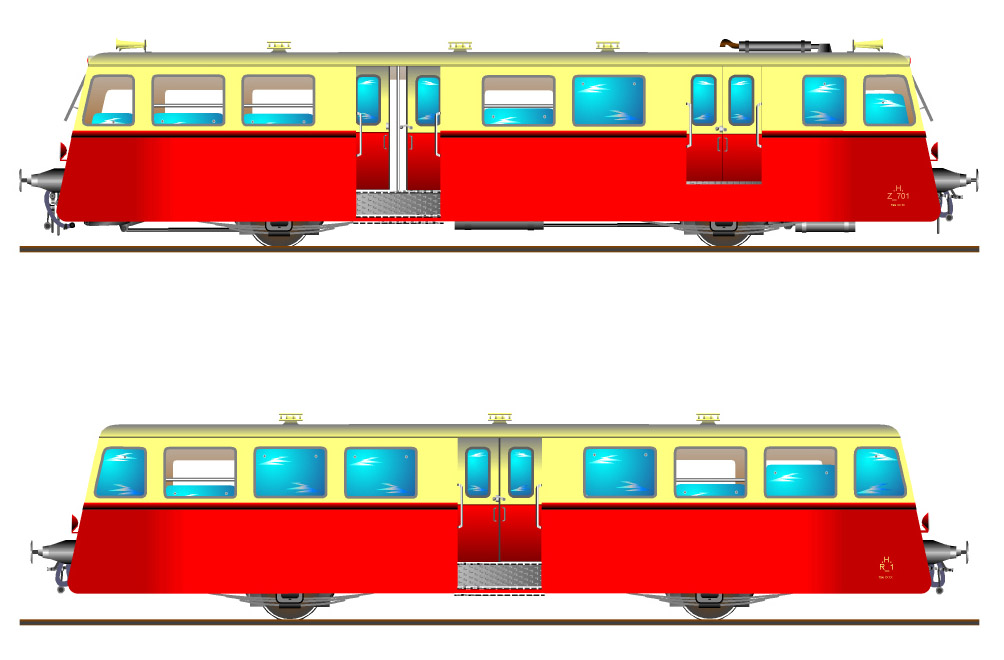
Profilo del tram Z-101 e rimorchio R-1